# 加盧辛齊
49°31′33″N 25°54′13″E / 49.52583°N 25.90361°E
加盧辛齊（烏克蘭語：Галущинці）是位於烏克蘭西部特諾皮爾州裏特諾皮爾區的村莊，始建於1540年，面積2.6平方公里，海拔高度471米，2001年人口681。